# Ламжед Шехуди
Ламжед Шехуди (на френски език - Lamjed Chehoudi, арабски език - "لمجد الشهودي") е тунизийски футболист, нападател, който играе за Локомотив (София).

## Статистика по сезони
| Сезон       | Отбор             | Първенство | Мачове | Голове |
| ----------- | ----------------- | ---------- | ------ | ------ |
| 2015/първа6 | Локомотив (София) | А група    | 1      | 0      |
| 2014/15     | Локомотив (София) | А група    | 18     | 8      |

## Предишни клубове
Расинг Женев (Швейцария), Ал Мухарак (Бахрейн), Ал Найма (Бахрейн), Дубай Културал Спорт Клуб (ОАЕ), Ал Сайлия (Катар), Бизертин (Тунис), Етоал Сахел (Тунис), Есперанс (Тунис), Стад Тунизиен (Тунис)